# Burak Dakak
Burak Dakak (* 8. Juni 1998 in Ankara) ist ein türkischer Schauspieler.

## Leben und Karriere
Dakak wurde am 8. Juni 1998 in Ankara geboren. Sein Debüt gab er 2008 in der Fernsehserie Doğruluk Ekseni. In 2009 tauchte er in der Serie Ezel auf. Außerdem war er in den Serien Geniş Aile, Benim Adım Gültepe, Muhteşem Yüzyıl: Kösem, Umuda Kelepçe Vurulmaz und Diriliş Ertuğrul zu sehen. Er studierte an der Bahçeşehir Üniversitesi. Zwischen 2019 und 2021 hatte er eine Rolle in Çukur.

## Filmografie
Serien
- 2008: Doğruluk Ekseni
- 2009: Ezel
- 2009: Geniş Aile
- 2009: Kendi Okulumuza Doğru
- 2011: Kolej Günlüğü
- 2013: Ekip
- 2013–2014: Hıyanet Sarmalı
- 2014: Benim Adım Gültepe
- 2016: Muhteşem Yüzyıl: Kösem
- 2016–2017: Umuda Kelepçe Vurulmaz
- 2018: Diriliş Ertuğrul
- 2018–2019: Gülperi
- 2019–2021: Çukur
- seit 2022: Güzel Günler